# Thyronine
La thyronine est la forme totalement désiodée de la thyroxine, ou hormone thyroïdienne T4. Elle résulte formellement de la condensation de deux résidus de tyrosine, un acide aminé protéinogène.